# امیلیو پریکولی
امیلیو پریکولی (به انگلیسی: Emilio Pericoli) (زاده ۷ ژانویه ۱۹۲۸-درگذشته ۹ آوریل ۲۰۱۳) خواننده ایتالیایی بود.
او نماینده ایتالیا در یوروویژن ۱۹۶۳ بود.